# Montegabbione
Montegabbione ist eine italienische Gemeinde mit 1114 Einwohnern (Stand 31. Dezember 2023) in der Provinz Terni in der Region Umbrien.

## Geografie

Lage der Gemeinde Montegabbione in der Provinz Terni

Die Gemeinde erstreckt sich über ungefähr 51 km². Sie liegt etwa 35 km südwestlich von Perugia und rund 60 km nordwestlich von Terni. Sie ist Teil der Comunità montana Monte Peglia e Selva di Meana und liegt in der klimatischen Einordnung italienischer Gemeinden in der Zone E, 2446 GG.
Zu den Ortsteilen gehören Castel de’ Fiori (540 m, ca. 20 Einwohner), Faiolo (469 m, ca. 190 Einwohner) und Montegiove (627 m, ca. 100 Einwohner).
Die Nachbargemeinden sind Fabro, Ficulle, Monteleone d’Orvieto, Parrano, Piegaro (PG) und San Venanzo.

## Geschichte
Das Castello di Montegabbione entstand im 11. Jahrhundert. Durch Bevölkerungszuwachs entstand daraus ca. ein Jahrhundert später ein Ort. 1367 wurde die von Kirchenstaat in Auftrag gegebene Stadtmauer fertiggestellt. 1560 wurde Montegabbione mit den Statuten einer Comune ausgestattet. Der Ortsteil Montegiove war bis zum 27. Juni 1869 eine eigenständige Gemeinde in der Provinz Perugia, wurde dann aber per Dekret Montegabbione zugewiesen.

## Sehenswürdigkeiten

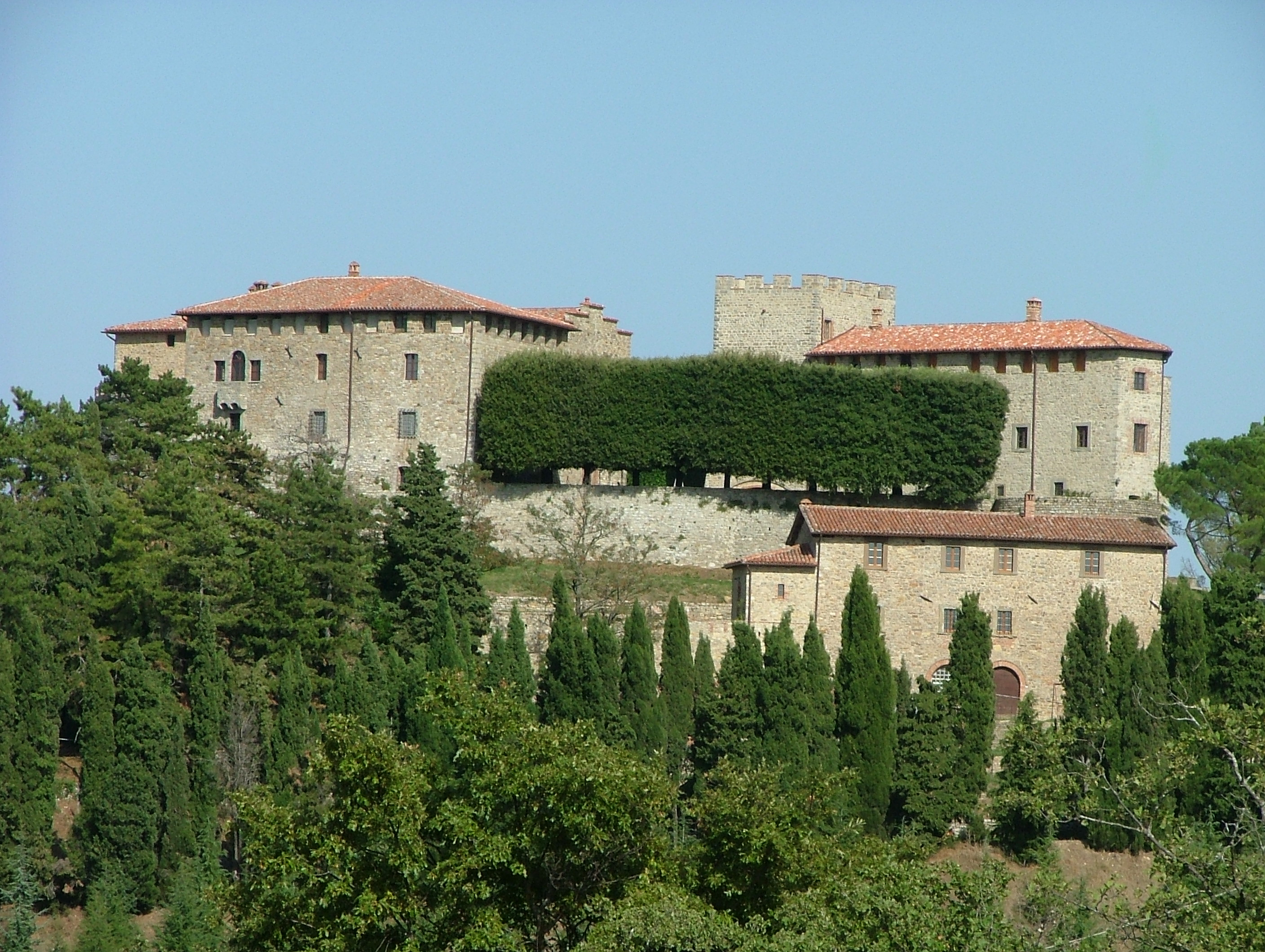
Die Burg im Ortsteil Montegiove

- Castello di Montegiove, Burg der Grafen Marsciano im Ortsteil Montegiove, um 1282 erbaut
- Chiesa della Madonna delle Grazie, 1625 erbaute Kirche außerhalb des Ortskerns
- Chiesa di SS. Maria Assunta in Cielo, Hauptkirche im Ortskern, wurde 1873 begonnen[5].
- Chiesa della Scarsuola, im 13. Jahrhundert errichtete Kirche in La Scarzuola
- Chiesa di San Lorenzo, 1245 entstandene Kirche im Ortsteil Montegiove, wurde 1954 restauriert.[5]
- La Scarzuola, Gebäudekomplex des Architekten Tomaso Buzzi im Ortsteil Montegiove
- Torre di Montegabbione, entstand wahrscheinlich im 15. Jahrhundert und wurde am Anfang des 20. Jahrhunderts renoviert.[5]